# Cay (volcan)
Pour les articles homonymes, voir Cay.
Le cerro Cay est un stratovolcan, situé dans la XIe région Aisén del General Carlos Ibáñez del Campo, dans le Sud-Ouest du Chili. Son sommet est recouvert de glaciers et culmine à 2 090 mètres d'altitude.